# Gare de Montérolier - Buchy
Gare de Montérolier - Buchy vasútállomás Franciaországban, Montérolier településen.

## Vasútvonalak
Az állomást az alábbi vasútvonalak érintik:
- Amiens–Rouen-vasútvonal
- Ligne de Montérolier - Buchy à Motteville

## Kapcsolódó állomások
A vasútállomáshoz az alábbi állomások vannak a legközelebb:
- Gare de Sommery
- Gare de Rouen-Rive-Droite
- Gare de Longuerue - Vieux-Manoir